# 771 Libera
771 Libera este un asteroid din centura principală, descoperit pe 21 noiembrie 1913, de Joseph Rheden.